# سيباسيبا أو دراكولو
في الأساطير الفيجية (خصوصا في فيجي)، سيباسيبا أو دراكولو (Cibaciba and Drakulu) هما كهفين يعتبران مدخلا للعالم السفلي (انظر ديجي Degei).